# 大輪明王
大輪明王又名大轮金刚，乃彌勒菩薩示現之忿怒身，修此法門可消除一切業障、越法，以清淨圓滿戒品為本誓之明王。為汉传佛教与藏传佛教的八大明王之一、胎藏界金剛手院三十三尊之一。《大妙金剛經》載，爾時慈氏尊菩薩。現作大輪金剛明王。遍身黃色放大火。右手持八輻金剛輪。左手柱一獨股金剛杵。

## 註释参考
1. ↑  .   [2019-03-12]. （原始内容存档于2019-09-17）.
2. ↑  《佛学大辞典》【大轮明王】【大轮金刚】